# Le Petit Poucet (pel·lícula de 1912)
Le Petit Poucet és una pel·lícula muda francesa escrita i dirigida per Louis Feuillade i estrenada l'1 de novembre de 1912. És basada en el conte Polzet de Charles Perrault.

## Repartiment
- René Dary : Le Petit Poucet
- Renée Carl : la mare
- Paul Manson : el pare
- Nollot : l'ogre
- Jeanne Marie-Laurent : l'ogressa
- Suzy Prim